# Kristian Bjørnsen
Kristian Bjørnsen (10 gennaio 1989) è un pallamanista norvegese,.

## Carriera
In Nazionale segna 5 reti al campionato mondiale del 2017.